# Джимала, Михал

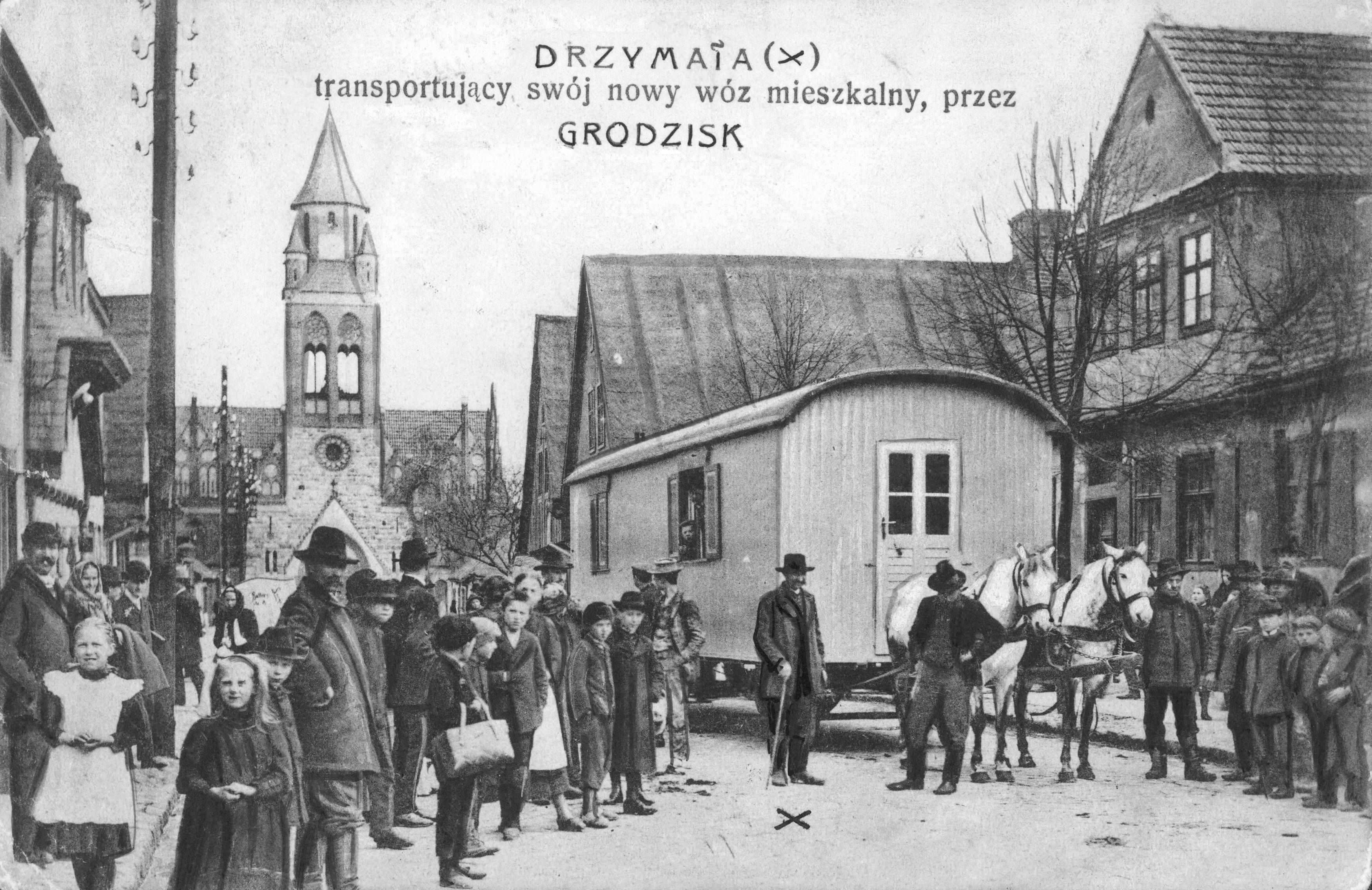
Михал Джимала со своим фургоном в Гродзиске-Велькопольском, 1908 год.

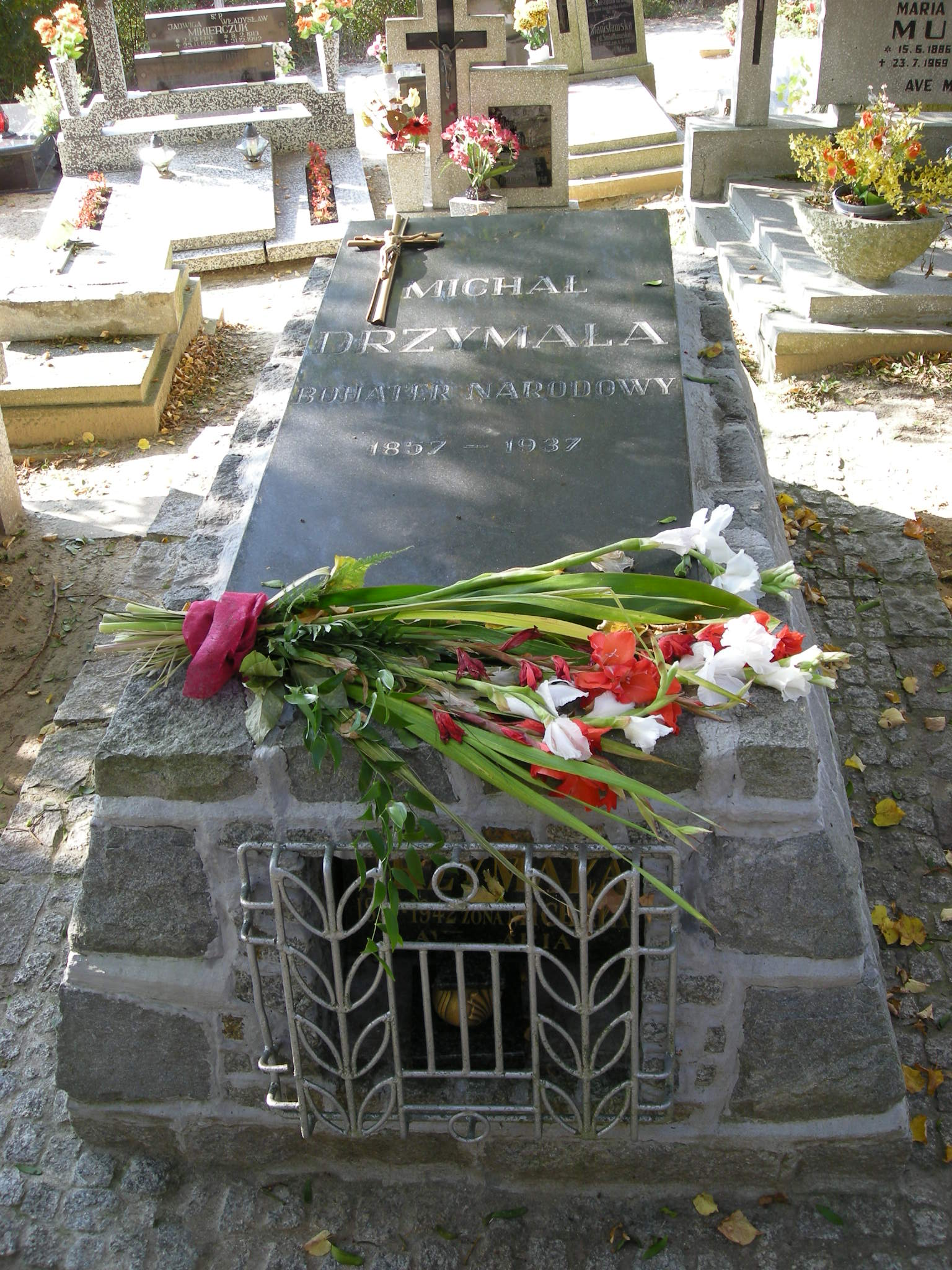
Могила Михала Джималы

Ми́хал Джима́ла (пол. Michał Drzymała; 13 сентября 1857, дер. Здруй близ Гродзиска-Велькопольского — 25 апреля 1937, дер. Грабувно близ Мястечко-Краеньске) — польский крестьянин, символ борьбы против германизации территорий Германской империи, населенных этническими поляками.

## Предыстория конфликта
Между 1850 и 1907 годами восточные области Германии (Померания, Западная Пруссия, Восточная Пруссия, Познань и Силезия) покинули 2 300 000 чел., а прибыли только 358 000, таким образом отрицательное сальдо миграции составило 1 942 000 чел. Уменьшение числа немцев на восточных землях и более высокая рождаемость сельских поляков-католиков вызывало крайнее беспокойство среди германской администрации и особенно среди немецких националистов. Для борьбы с этим явлением были предложены специальные меры в рамках политики «Натиск на Восток»:
- ограничение или запрет на продажу земли полякам;
- поощрение немецкой иммиграции на восток с помощью облегчения налогового бремени;
- создание «Комиссии урегулирования», финансируемый государством, которая покупала земли этнических поляков и передавала их немцам;
- введение правил архитектурного зонирования, требующих, чтобы этнические поляки получали разрешение на строительство нового дома на приобретённой земле.

## Биография
Когда прусские чиновники отказались предоставить Михалу Джимале право на постройку дома на участке земли, которую он купил у немца в деревне Подградовиц в провинции Позен, он в 1904 году купил цирковой фургон и стал жить в нём.
Чиновники установили, что фургон, который стоит на одном месте в течение 24 часов, является домом и, таким образом, Джимала должен его покинуть. Поэтому он каждый день передвигал фургон.
По мере роста известности Джималы (об этом крестьянине писал, например, Лев Николаевич Толстой), люди начали приезжать посмотреть на фургон. Вследствие этого Джимала был заключён в тюрьму как организатор незаконного собрания.
Через пять лет по надуманной причине Джимала был приговорён к штрафу. Когда он его не заплатил, то был арестован, а фургон немцы уничтожили. После выхода из заключения Джимала построил землянку, но и её разрушили. Тогда, в 1909 году, Джимала продал землю.
В независимой Польше Джимале, как герою, было подарено хозяйство. После смерти он был награждён Орденом Возрождения Польши 5 степени (1937). Ещё до Второй мировой войны Подградовице была переименован в Джималово.
Во время Второй мировой войны немцы сравняли могилу Джималы с землёй.

## Память
Упоминается в песне Яна Петржака Żeby Polska była Polską (рус. Чтобы Польша была Польшей) (1981):
Швырял ученик портрет царя,

Ксёндз Сцегенны возносил молитвы,

Озирал обоз Джымала,

Гордые стихи писал Норвид.
Оригинальный текст (пол.)Zrzucał uczeń portret cara, 

Ksiądz Ściegienny wznosił modły 

Opatrywał wóz Drzymała, 

Dumne wiersze pisał Norwid...